# Matthew Le Tissier
Matthew Paul Le Tissier (även kallad Le God), född 14 oktober 1968 i St. Peter Port, Guernsey, är en engelsk före detta fotbollsspelare. Hela sin karriär spelade han för Southampton där han spelade 443 ligamatcher och gjorde 162 ligamål mellan 1986 och 2002 (270 Premier League-matcher och 161 Premier League-mål). Le Tissier spelade 21 matcher och gjorde 3 mål för Englands U21-landslag mellan 1988 och 1990 och sedan 8 matcher för engelska a-landslaget mellan 1994 och 1997.
Le Tissier spelade hela sin karriär i Southampton, trots anbud från större klubbar valde han alltså att stanna i Southampton, vilket tillsammans med hans skicklighet på det offensiva mittfältet gjorde honom omåttligt populär bland lagets supportrar. Le Tissier gjorde mål på 48 av 49 straffsparkar för Southampton. Mark Crossley var den som räddade straffen och därför blev han historisk.
Han är nära vän med den engelske golfspelaren Richard Bland och har varit caddie åt honom under vissa golftävlingar.